# پایگاه چهارم هوانیروز اصفهان

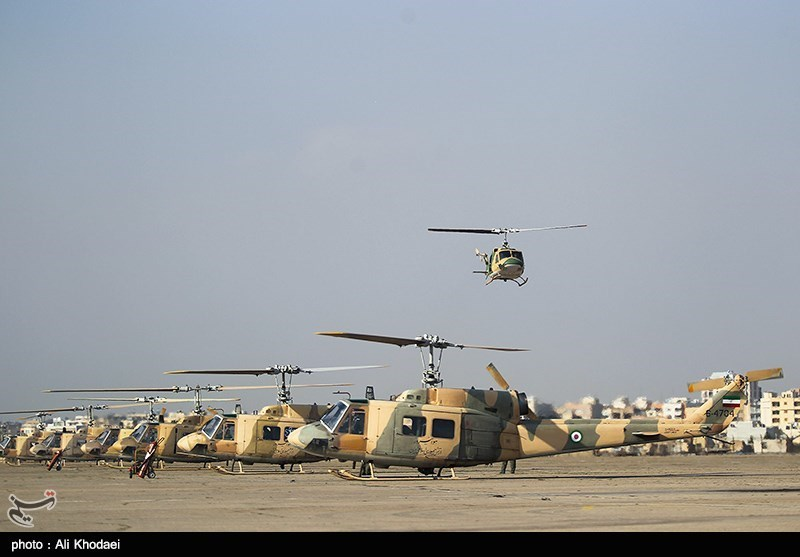
هلی‌کوپترهای بل ۲۱۴ متعلق به پایگاه چهارم هوانیروز اصفهان در سال ۱۳۹۷

پایگاه چهارم هوانیروز اصفهان پایگاه هوایی رزمی و پشتیبانی هوانیروز ارتش جمهوری اسلامی ایران است، که ستاد فرماندهی و پایگاه آن در شهر اصفهان قرار دارد. 
پایگاه چهارم هوانیروز در اوایل دهه ۱۳۵۰ تأسیس شد. این پایگاه در خلال جنگ ایران و عراق بیش از ۳۰۰ هزار ساعت پرواز در امور پشتیبانی آتش از یگان‌های سطحی حاضر در خطوط مقدم، انتقال ملزومات و مهمات یا تخلیه مجروحین، اجرای عملیات‌های واکنش سریع و انتقال نیرو، انجام داد و در طول جنگ ۶۰ نفر از اعضای آن کشته شدند.
در حال حاضر پایگاه چهارم هوانیروز اصفهان، بزرگترین پایگاه بالگردی در نیروهای مسلح ایران است و ناوگان آن شامل؛ بالگردهای بل ۲۰۶، بل ۲۱۴، بل ای‌اچ-۱ سوپرکبرا و شینوک می‌باشد. هم‌اکنون سرهنگ خلبان محمدرضا زارعی فرماندهی پایگاه چهارم هوانیروز را برعهده دارد.